# 小枝 (チョコレート)
小枝（こえだ）は、森永製菓から発売されているチョコレート菓子。

## 概要
1971年発売開始。小枝に似せて作られたチョコレートでクランチチョコレートの一種。基本的なものは、棒状のチョコレートの中に、米パフ、アーモンドが入っている。卵やピーナッツは含んでいないが、それらを含む商品と共通の生産設備を使用している。
2004年から4本入りの小包装になった。ティータイムパック（大袋）は1988年から登場。2020年、バリーカレボー社より提供されるサステナブルカカオ原料「ココアホライズン認証カカオ」使用開始、また包装材料は環境配慮型の素材に変更しリニューアル。
「小枝」という名前は、60年代後半、イギリスから世界中にミニスカートブームを巻き起こした元祖スーパーモデル、ツイッギーの来日をヒントにしていると言われている（Twiggy = 小枝の意）。
発売当初からの「小枝」の筆文字ロゴは、初代デザイナーの母親によるものといわれる。

## 商品ラインナップ
- 小枝〈ミルク〉
  - 小枝〈ミルク〉ティータイムパック
- ベビー小枝〈ミルク〉（2018年～）

### 期間限定商品
- 白い小枝
ホワイトチョコレートを使用。かつては「白樺の小枝」という名前だった。
- 小枝ビター
ビターチョコレートを使用し、ビスケットクランチを含有。
- 大樹の小枝（2008年1月）→小枝バー（2012年）
普通の小枝よりも大きい、バータイプ。
- 白い大樹の小枝（2010年）
ホワイトチョコ・ラングドシャ・カシューナッツのハーモニーが楽しめるバータイプ。

1995年～2010年までスティックタイプも販売されていた。
1996年
- ブラウニービター

1999年
- 採れたて苺
- カカオチップ

2001年
- フィンヤンティーヌ･ブラン

2002年
- クリーミーマロン
- クリーミーココア
- マンゴー
- ブルターニュキャラメル
- ショコラタルトレット

2003年
- アッフォガード
- チャイ
- ブラックココア

2004年
- チョコレートフォンデュ
- ホワイト･ラテ
- クリスプシリアル
- 黒糖のブリュレ
- 黒ごま
- ニューヨーク･ブラウニー

2005年
- ヴァニーユ

2006年
- フランボワーズ
- フロマージュ
- 夏のココア
- 深み抹茶
- ザッハトルテ

2007年
- アーモンドが香る苺
- ピスタチオ
- エチオピア･モカ
- 祁門紅茶（キーマンティー）
- 紅東（べにあずま）スイートポテト

2008年
- 小枝モーニングタイム
ブルーベリーヨーグルト＆コーンミルク味。
- 小枝イブニングタイム
ブランデー＆カカオ味。
- 甘露和栗
- 深み抹茶

2009年
- 欧州いちご
- 純ココア
森永ココア発表90周年記念
- カラメルパンプキン

2010年
- バニラ

2011年,2014年 小枝ボール
2016年～2017年 小枝プレミアム→2019年～小枝スペシャリーゼ
2015年1月20日 小枝 大人のくちどけ
バレンタインデー期間に当たる2月までの限定発売。ローストアーモンドをホワイトチョコにとじこめ、さらにハーフビターチョコレートでコーティングした濃厚な味わい。
2016年、小枝プレミアムで再登場。
2015年8月25日 小枝チョコレートドリンク
小枝ミルクをアーモンド風味のチョコレート飲料に仕上げた、シリーズ初の飲料製品。同年11月中旬までの発売予定。

## 個包装
2009年秋～2010年夏頃 刺繍の動物園
絵柄は16種類。

## 主なCM
代々「高原の小枝を大切に」というフレーズを使用している（シチュエーションや尺の都合で不使用のCMもあり）。
- 1971年〜 - 出演：栗田ひろみ、ナレーション：小森和子[5][注 2]。
- 1975年〜1976年 - 出演・歌：ザ・リリーズ、ナレーション：小森和子。
- ザ・リリーズ以降はタケカワユキヒデ（ゴダイゴ[注 3]）、Char、真田広之、仲村トオル、観月ありさ、小山田圭吾[注 4]らが出演。
- 1990年代後期には森田剛と風間俊介が商品名を「小技」(こわざ)と読み間違えるCMを放送した。
- 2010年より夏帆出演の「♪小枝していこう♪」編が放送されている。その夏帆の前は松嶋菜々子が出演していた。

## その他
- 片岡鶴太郎の出世作となった形態模写芸「小森のおばちゃま」は1971年版のCMフレーズを口ずさんでいたことがきっかけだった[6]。
- 関西を中心に活躍している落語家の桂小枝の全国公演「小枝のらくご 全国ツアー2012」（2012年7月6日〜9月28日）にて森永製菓との共同企画として、来場者に「小枝」が配布された[7]。
- 本製品のパッケージには枝に止まるシマエナガのイラストが描かれている。